# Peroxid de benzoil
Peroxidul de benzoil este un derivat al apei oxigenate cu formula structurală {\displaystyle [C_{6}H_{5}C(O)]_{2}O_{2}\!}.
Este o substanță cristalizată cu punctul de topire 108 °C, solubilă în solvenți organici.
Prin încălzire în soluție se descompune în radicali liberi.
Se utilizează în industria chimică pentru inițierea reacțiilor de polimerizare.